# Gråhuvad svalstare
Gråhuvad svalstare (Artamus fuscus) är en fågel i familjen svalstarar inom ordningen tättingar.

## Utseende
Svalstarar är slanka fåglar med rätt stora, triangulära vingar som de glidflyger på ovanför trädtopparna. Vitbröstad svalstare är en typisk, 19 cm lång medlem av släktet. Den har skiffergrått huvud, skärgrå undersida och en vit halvmåne på övre stjärttäckarna.

## Utbredning och systematik
Gråhuvad svalstare är den västligaste av svalstararna och förekommer från Indien och Sri Lanka till Myanmar, södra Kina och Sydostasien. Den behandlas som monotypisk, det vill säga att den inte delas in i några underarter.

## Status och hot
Arten har ett stort utbredningsområde och en stor population med stabil utveckling och tros inte vara utsatt för något substantiellt hot. Utifrån dessa kriterier kategoriserar internationella naturvårdsunionen IUCN arten som livskraftig (LC).

## Bilder

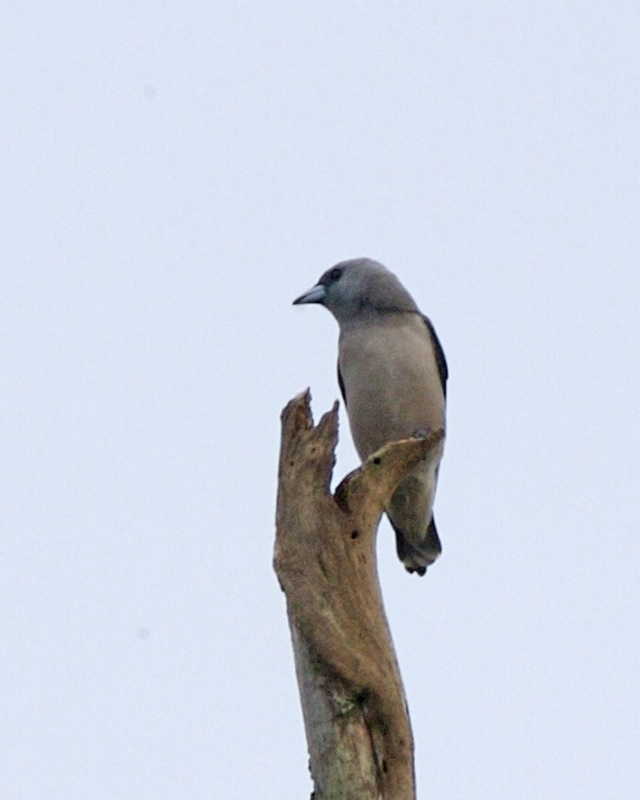
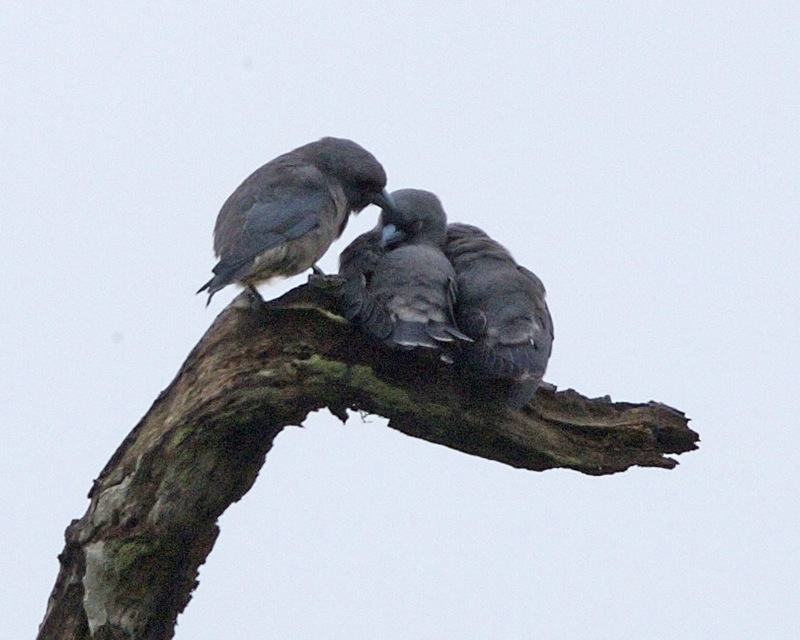
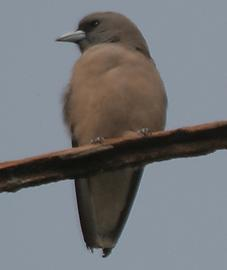
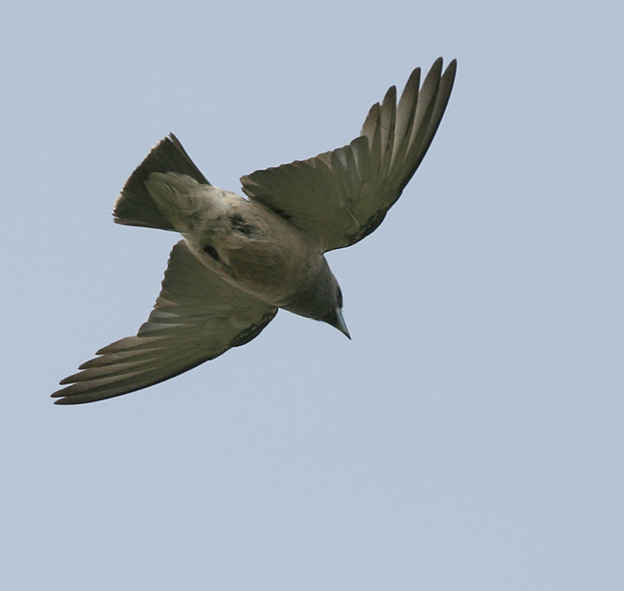